# جاه قيل
 جاه قيل  (بالفارسية: چاه قیل ) أو (چاه عقيل)، قرية صغيرة تتبع لـالبلدة المركزية (بالفارسية: بخش مركزى ) من توابع مدينة بستك وتقع في غرب محافظة هرمزگان في جنوب إيران. تقع في جنوب شرقي مدينة بستك، وتبعد عن مركز المدينة (بستک) بحوالي 9 كيلومترات.

## حدود قرية چاه قیل
حدود قرية چاه قیل: من الشمال تنك تهر، ومن الجنوب جبل، ومن الغرب قرية بست قلات، ومن الشرق تنتهي بـقرية ايلود. ومن ثم قرية مورد في أقصى الشرق.

## السكان
يبلغ عدد سكان هذه القرية حسب تعداد السكان لعام 2006 للميلاد، (36) نسمه تشكل (7 عوائل)، من أهل السنة والجماعة وعلى المذهب الشافعي. يتكلون الفارسية باللهجة المحلية، لهم مسجد، ومدرسة ابتدائية، وآبارها قليلة العمق وميائها غير صالحة للشرب الآدمي، وهناك 5 مضغات تسحب المياه الجوفية لري المزارع ويبلغ عدد نخيلها 500 نخلة. وكذلك بها أراضي لزراعة القمح والشعير. وبها أيضاً عدة برك لحفظ مياه الأمطار. تقع قرية «چاه عقیل» على منحني جنوبي من الطريق الرئيسي التي تربط مدينة لار به مدينة بستک وعلى بعد 18 كيلومترا.

## قرية چاه قیل مسقط رأسعقاب جنوب
لقد ولد (عقاب جنوب) أي شمد لاوري، في هذه القرية عام (1912) للميلاد، والدته من قرية بست قلات، وأما والده من قرية لاور شيخ، وقد قتل غدرا في قرية ایلود في صيف عام 1941 للميلاد، وهو لاتجاوز التاسعة والعشرين من العمر، كان رجلاً شهماً، وفارساً شجاعاً لايهاب الموت. وهو حفيد العلامة الشيخ حسن المدني، أحد الدعاة المعروفين.

## وصلات خارجية
- التقسيمات الادارية لمحافظة هرمزگان